# Lissemys
Lissemys es un género de tortugas de la familia Trionychidae. Las especies de este género se distribuyen por el sur de Asia.

## Especies
Se reconocen las siguientes tres especies:
- Lissemys ceylonensis (Gray, 1856) - Sri Lanka.
- Lissemys punctata (Bonnaterre, 1789) - Pakistán, India, Sri Lanka, Nepal, Bangladés y Birmania.
- Lissemys scutata (Peters, 1868) - Tailandia y Birmania.